# Henry Clay Frick House
Das Henry Clay Frick House ist ein denkmalgeschütztes Herrenhaus in Manhattan in New York City, Vereinigte Staaten. Es beherbergt das Frick Collection Museum, in dem eine umfangreiche Sammlung von Gemälden alter Meister und dekorativer Kunst des 19. Jahrhunderts ausgestellt ist, sowie die Bibliothek Frick Art Reference Library. Das Bauwerk ist ein Wahrzeichen der Stadt und ein National Historic Landmark. Zugleich ist es Contributing Property zum Upper East Side Historic District.

## Beschreibung
Das Museumsgebäude befindet sich an der Fifth Avenue zwischen der East 70th und East 71st Street im Stadtteil Upper East Side und ist Teil der New Yorker Museumsmeile. Die Adresse lautet 1 East 70th Street. Gebäude und Grundstück nehmen die Hälfte eines Stadtblocks ein. Direkt gegenüber liegt der Central Park.
Der Industrielle Henry Clay Frick erwarb die Baugrundstücke für sein Herrenhaus in den Jahren 1906 und 1912. Das Gebäude wurde vom Architekten Thomas Hastings (1860–1929) von Carrère and Hastings als Fricks Residenz im Stil der Beaux-Arts-Architektur entworfen und von 1912 bis 1914 erbaut. Es steht, von einem erhöht angelegten Garten getrennt, etwas zurückgesetzt zur Fifth Avenue. Das dreistöckige Bauwerk besteht aus drei L-förmig angeordneten Gebäudeflügel. Das Mittelrisalit des Hauptflügels ist mit vier von ionischen Kapitellen gekrönten Pilastern gestaltet. Zwischen den Pilastern befinden sich im Erdgeschoss drei hohe Portale mit davorliegender Terrasse, von der eine breite Treppe in den Garten führt. Die Fassade besteht aus Indiana-Kalkstein und enthält mehrere Giebeldreiecke und Rundbogengiebel mit schmückenden Tympana. Das dritte Stockwerk ist von einer Balustrade umgeben. An der nordöstlichen Ecke des Grundstücks befindet sich das von 1931 bis 1935 im Stil der Neorenaissance erbaute Gebäude der „Frick Art Reference Library“. Es grenzt nördlich an die East 71st Street und südlich an das ursprüngliche Haus. Die Fassade besteht aus Kalkstein, die untersten beiden Stockwerke sind zudem mit rustizierten Kalksteinblöcken verkleidet. An der südöstlichen Ecke befindet sich ein weiterer 1977 hinzugefügter Anbau. Der einstöckige Anbau ist im Design dem Grand Trianon im Schloss von Versailles nachempfunden und hat eine rustizierte Fassade aus denselben Indiana-Kalkstein wie das ursprüngliche Haus.
Henry Frick wohnte hier bis zu seinem Tod im Jahr 1919, seine Frau Adelaide Childs und seine Tochter Helen (1888–1984) lebten hier bis zum Tod von Adelaide im Jahr 1931. Nach einer Renovierung und gemäß Fricks Testament wurde das Haus 1935 als Frick Collection für die Öffentlichkeit zugänglich gemacht. Fricks Tochter Helen Clay Frick gründete bereits 1920 die Frick Art Reference Library. Die Größe des Gebäudes wurde 1977 und 2011 durch Um- und Anbauten fast verdoppelt. Von 2020 bis 2025 war das Haus wegen einer umfassenden Renovierung und Erweiterung geschlossen. Das Museum war während der Bauzeit temporär von 2021 bis 2024 im unweit gelegenen Breuer Building untergebracht.
Die New Yorker Landmarks Preservation Commission (LPC) stellte am 20. März 1973 die Gebäude der The Frick Collection und Frick Art Reference Library unter Denkmalschutz. Am 6. Oktober 2008 wurden die Gebäude in das National Register of Historic Places eingetragen sowie zur National Historic Landmark erklärt.

## Galerie

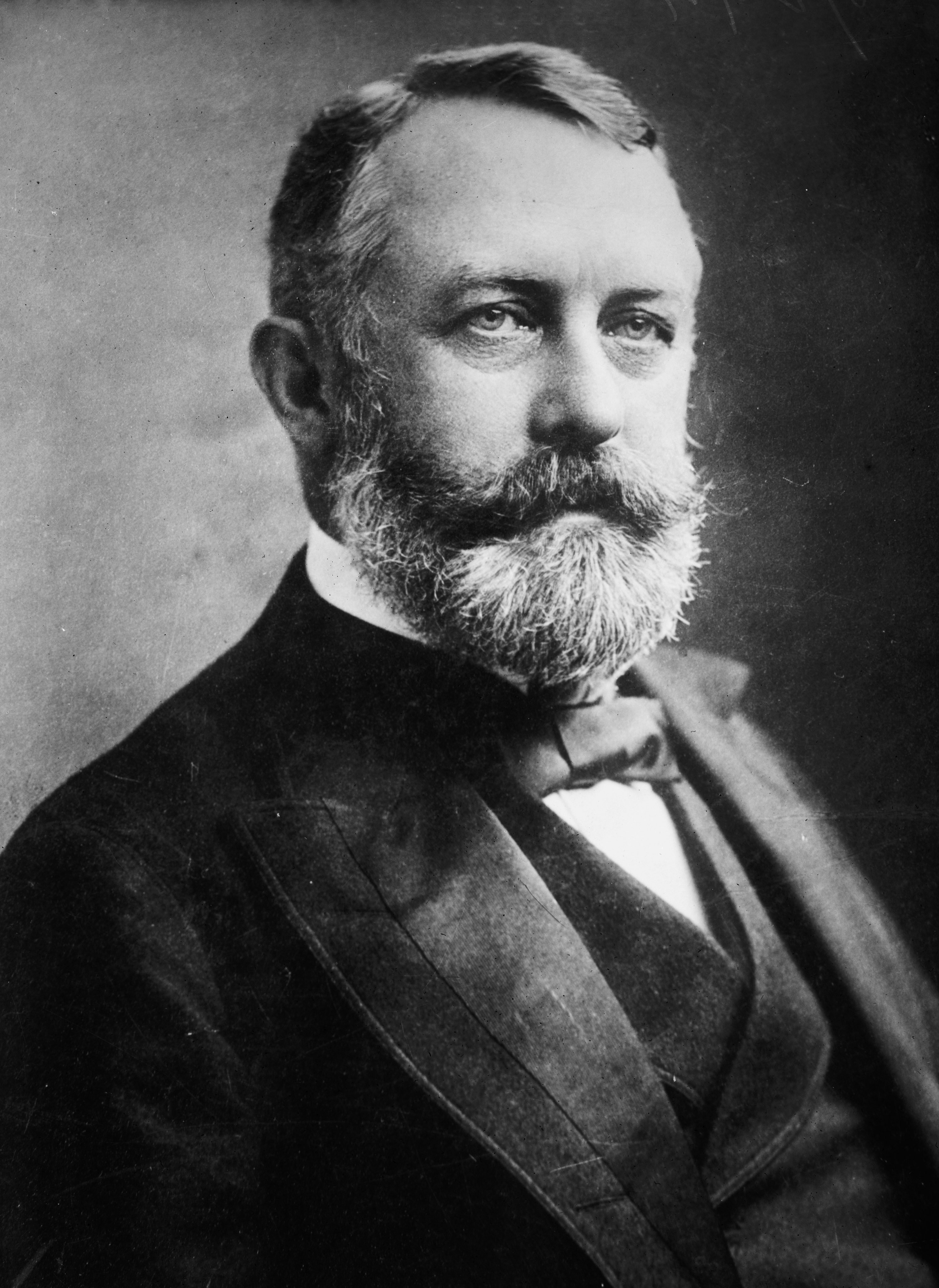
Henry Clay Frick
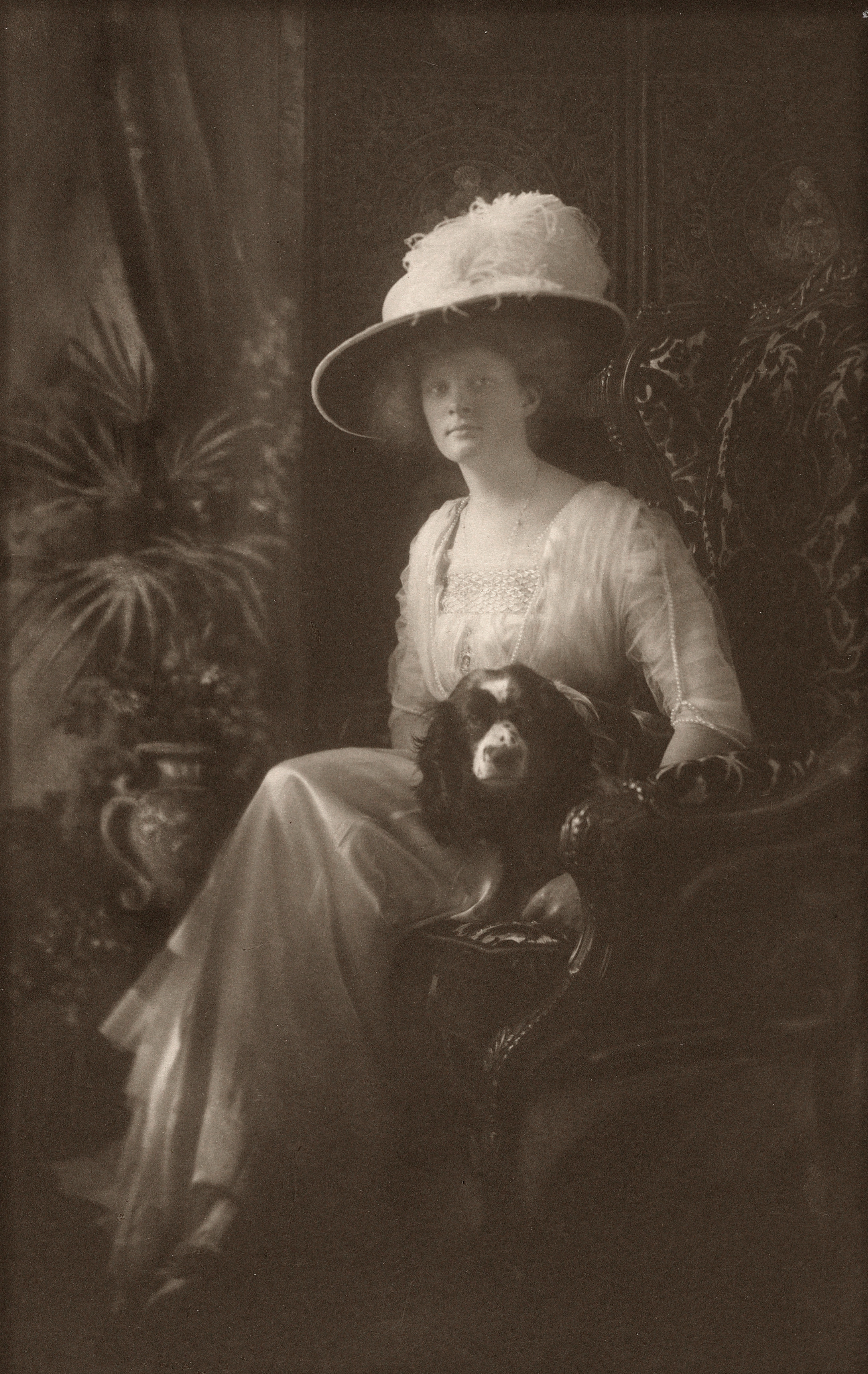
Helen Clay Frick
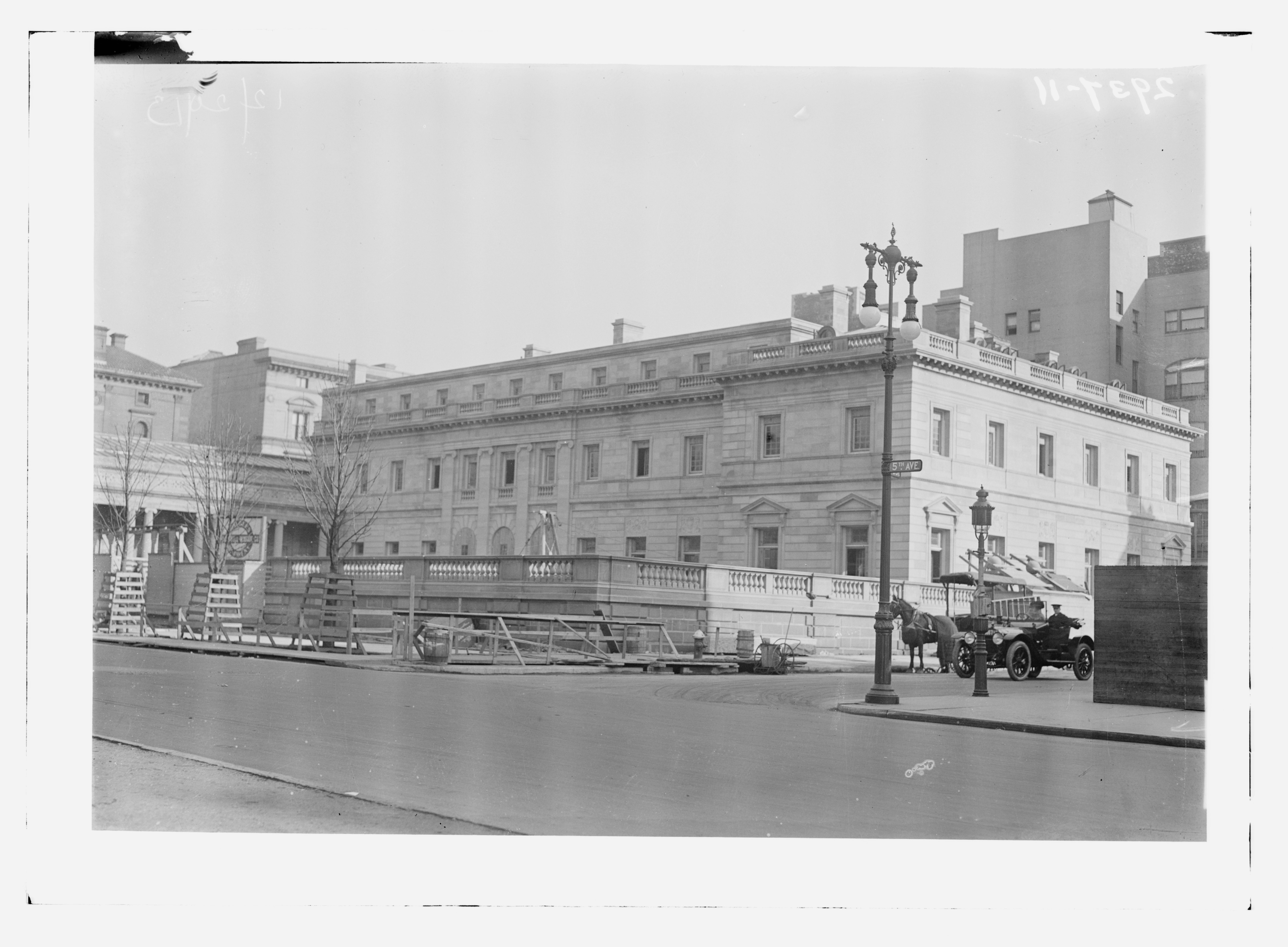
Das Bauwerk kurz vor der Fertigstellung im Jahr 1913
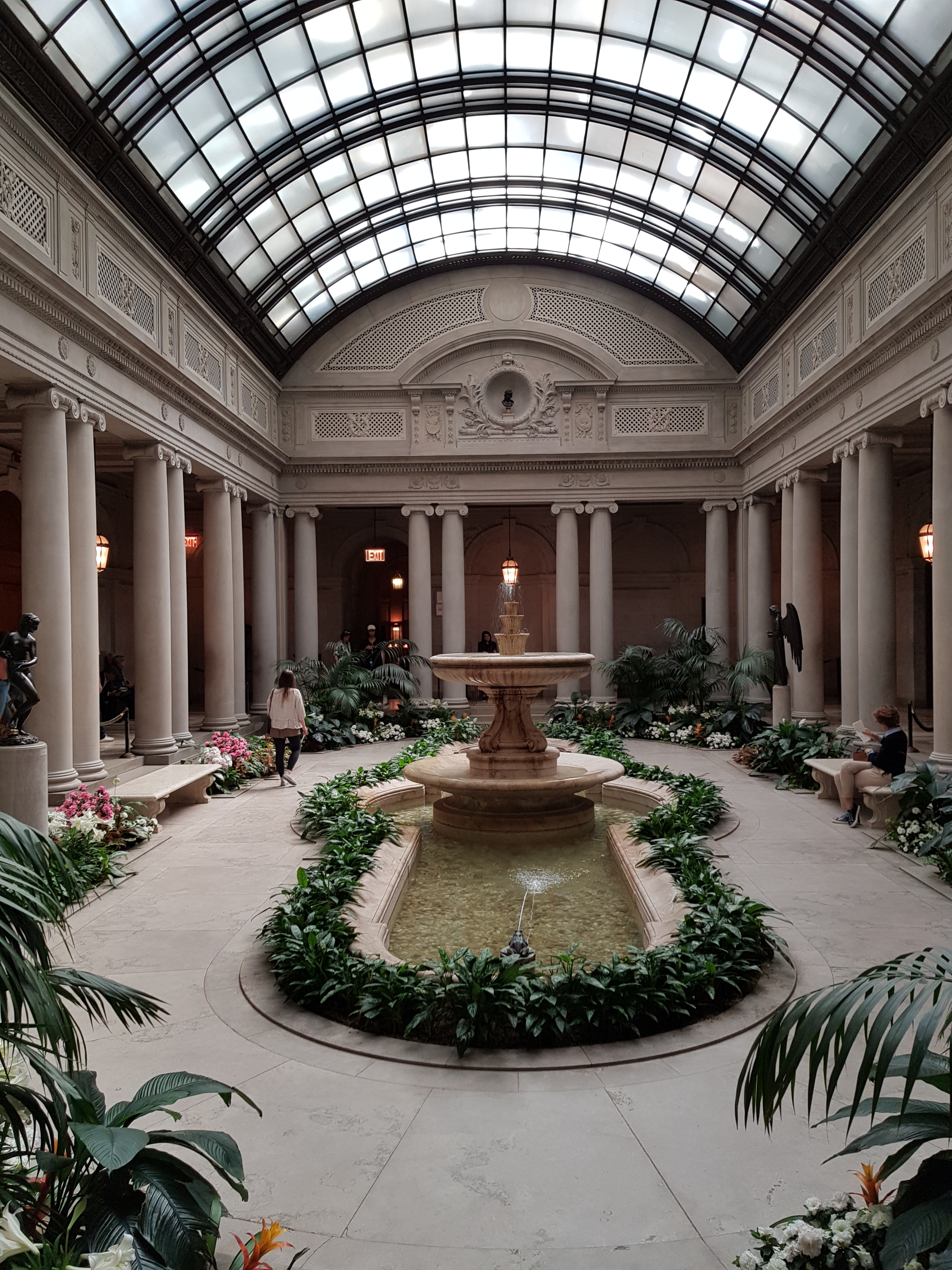
Innenhof (2019)
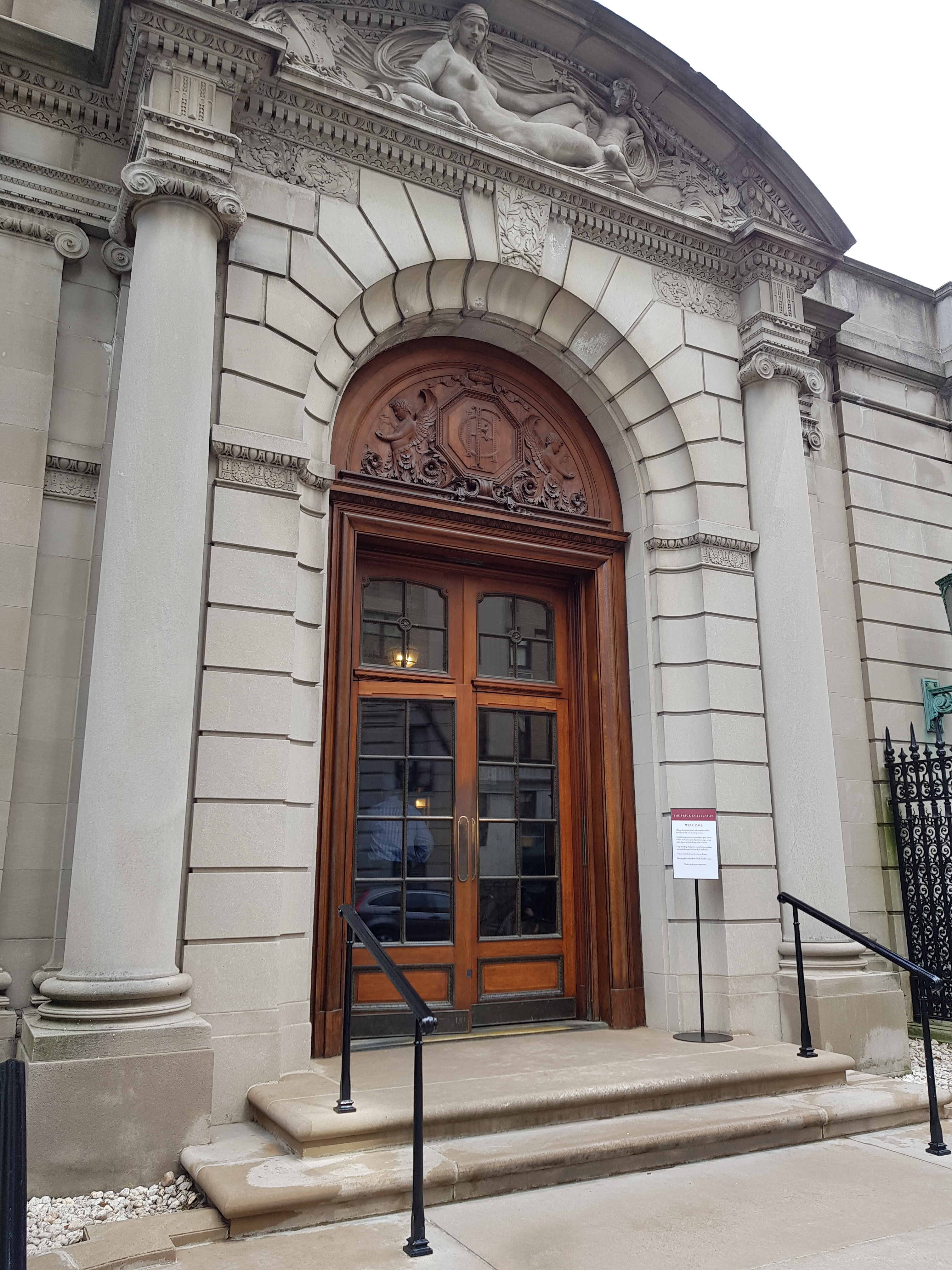
Der offizielle Eingang in der East 70th Street
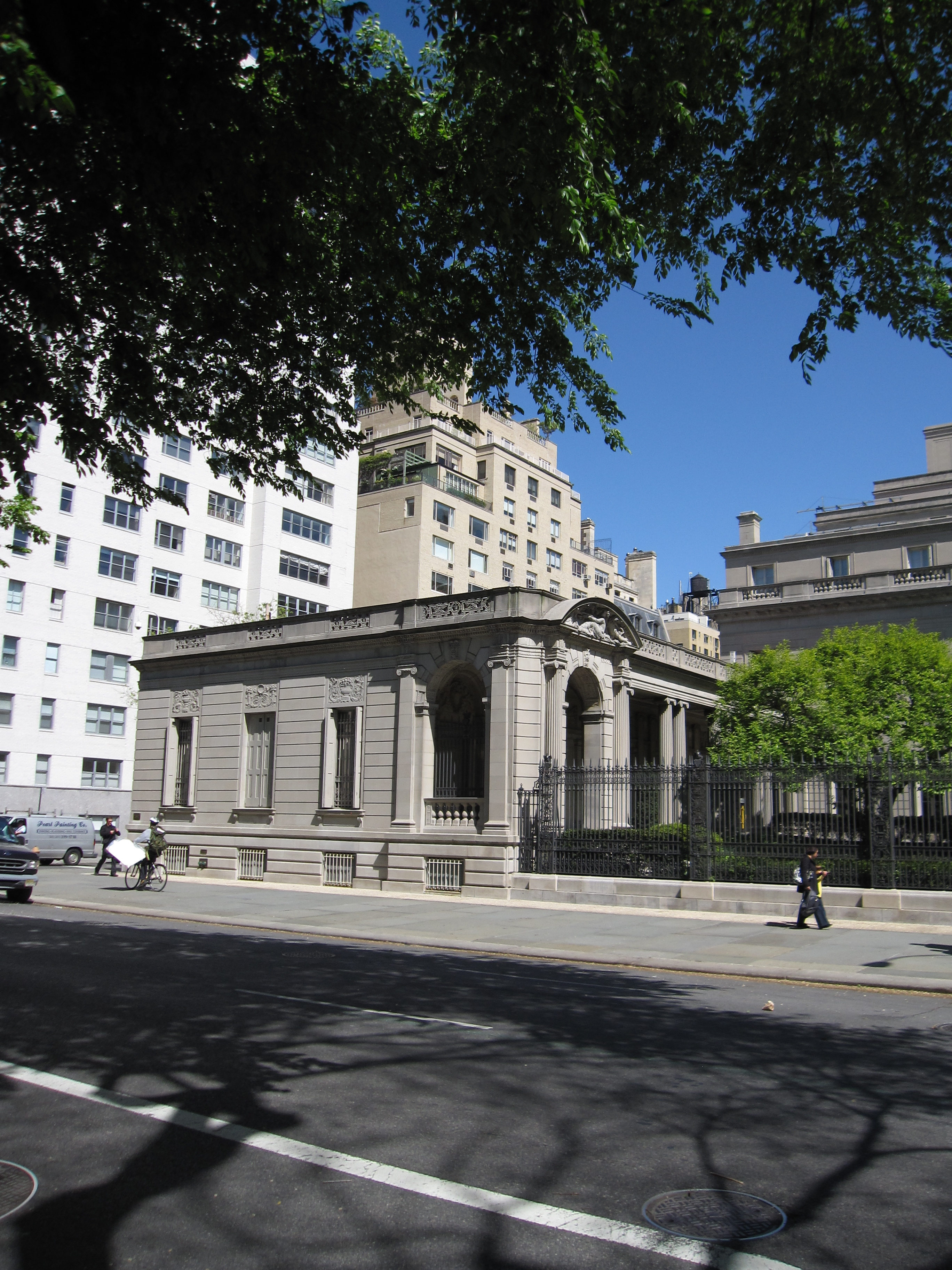
Gebäudeflügel an der Ecke Fifth Avenue/71st Street
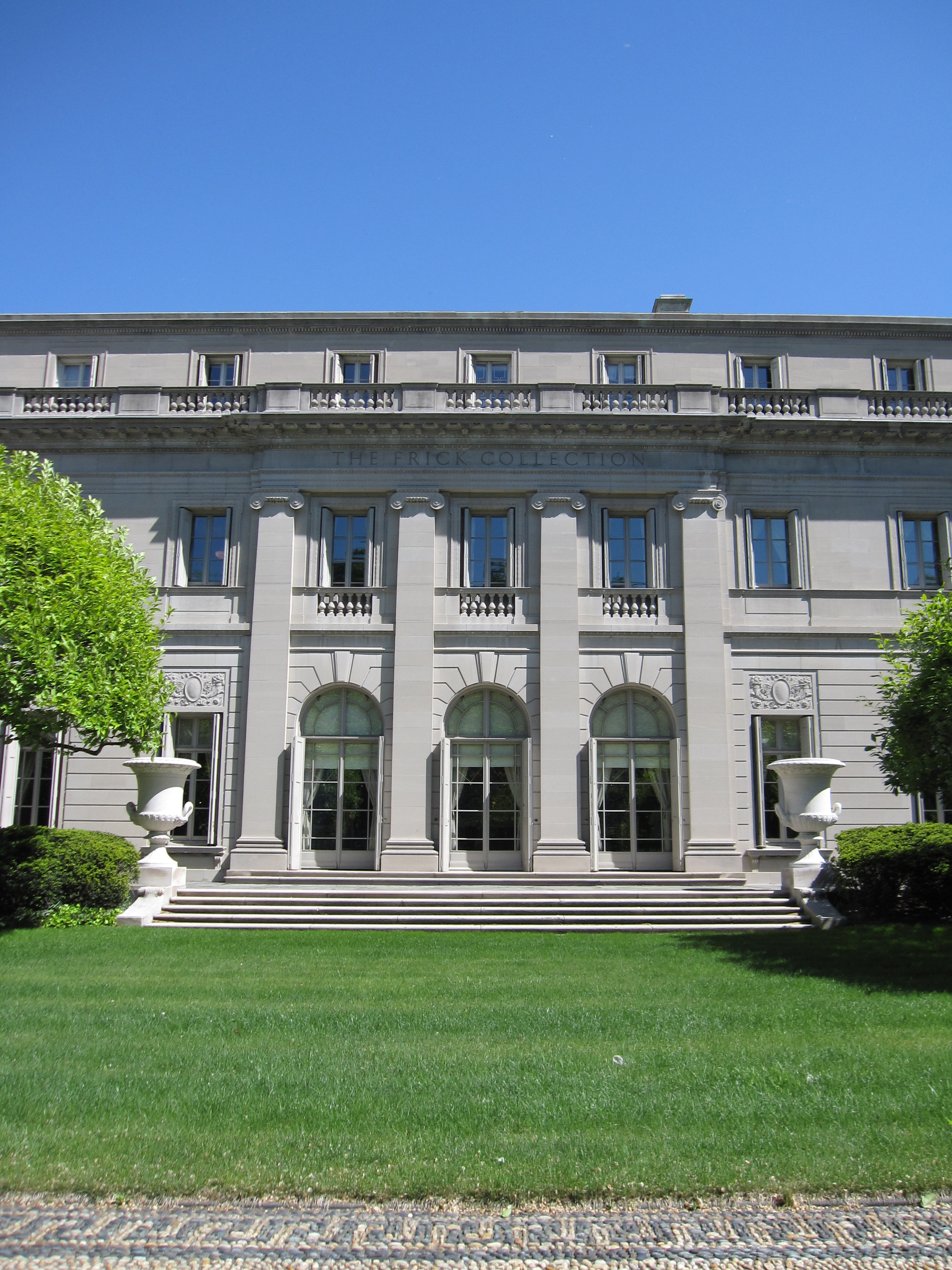
Mittelrisalit und Garten